# Milan Barjaktarevic
Milan Barjaktarevic, född 12 juni 1987, är en svensk före detta fotbollsmålvakt.
Barjaktarevic är fostrad i Hammarby IF och har tidigare spelat i Hearts i Skottland samt i allsvenska Kalmar FF. Under säsongen 2008 var Barjaktarevic utlånad från Kalmar till Sirius.
Han gjorde sin debut i Allsvenskan för Kalmar FF den 13 maj 2007 i en 2–1-vinst mot IF Elfsborg. Hans debut i Superettan kom den 15 april 2008 för IK Sirius i deras 5–1-vinst över Degerfors IF.. Under sin tid i Sirius lyckades Barjaktarevic med den unika bedriften att i en seriematch utses till "Matchens Rocker" - ett pris som knappast kan jämföras med någon annan individuell utmärkelse inom den svenska klubblagsfotbollen. 
Han har spelat två U-landskamper.